# サグラハスの戦い
サグラハス（サラカ）の戦い（スペイン語：Batalla de Sagrajas/Zalaca、アラビア語：　معركة الزلاقة　ma‘rika al-Zallāqa）は、1086年10月23日に、現在のスペイン・エストレマドゥーラ州のバダホス北東のサラカ（サグラハス）において、ムラービト朝のユースフ・イブン・ターシュフィーンとカスティーリャ王アルフォンソ6世の間で行なわれた戦い。

## 戦闘の契機
セビリャのタイファ・アッバード3世アル＝ムウタミド（Abbad III al-Mu'tamid）をはじめとするタイファ諸国の救援要請に応じて、ムラービト朝のアミール、ユースフ・イブン・ターシュフィーンは7千の兵を率いてアンダルシアへ上陸した。サグラハスまで進軍する過程でいたるところからイスラム兵が加わり、最終的には3万までふくれあがった。カスティーリャ王アルフォンソ6世は、6万といわれる兵を率いて戦場に到着した。

## 戦闘の経過および検証
両者は互いに宣戦を布告しあった。ユースフ・イブン＝ターシュフィーンは、「改宗（コーラン）か貢納か剣（戦い）か」の選択を相手に迫り、アルフォンソは、戦う姿勢を貫いて、金曜日から戦端がひらかれた。最初に突撃を開始したのはアルフォンソ6世からであった。緒戦はほぼ互角であり、後述するようにイスラム軍側も少なからず損害を出した。ユースフ・イブン・ターシュフィンは自軍を、アッバード3世アルムスタミドの1万5千、自らの1万1千、4千のインド式の剣と長い投げ槍を持った黒人重装歩兵の3つに分けた。アッパード3世アルムスタミドの軍勢はアルフォンソの軍勢と直接戦い始め、やがてユースフ率いる1万1千がその戦列に加わり包囲を始めた。
ムラービト軍本隊の打ち鳴らす太鼓の音とそれまで見たこともない浅黒い戦士たちの隊列は、カスティーリャ軍に未知なるものへの恐怖感をじわじわ与え、アルフォンソが揮下の精鋭を手元に引き返させたことはイスラム連合軍の士気を高めさせた。勢いに乗り始めたイスラム連合軍は、怯えと混乱に陥ったカスティーリャ軍に包囲攻撃を加えて、そこへイスラム軍の黒人歩兵軍がとどめの攻撃を加えた。カスティーリャ軍は戦死者59,500という甚大な被害を出して大敗し、わずか100名の騎兵が帰還できただけだったという。アルフォンソ6世もなんとか命からがら戦場から離脱できたものの、片足を失うこととなった。
この戦場は、サラカ（ザッラーカ الزلاقة al-Zallāqah、英語に訳すと「滑りやすい大地（slippery ground）」）と呼ばれた。つまり、戦場で多量の戦死者が出たためにその血で滑りやすい場所となったのでそう名づけられたという。
ところで実際には、ほぼ同時代の記録にもかかわらず、実際に戦闘に加わった人数について誇張しすぎではと考えられている。カスティーリャ軍は2000ほどの騎兵を含めて全部で14,000ほどであったと考えられている。そしてそのうち、少なくとも半数は確実に失われたと見られている。ロドリゴ＝ムーニョス（Rodrigo Muñoz）やベラ＝オベゲス（Vela Oveguez）などの戦死者はいたものの、怪我をしたアルフォンソ6世自身と貴族たちの大部分は生き残って引き返すことができた。

## ムラービト軍の犠牲者と戦後の状況

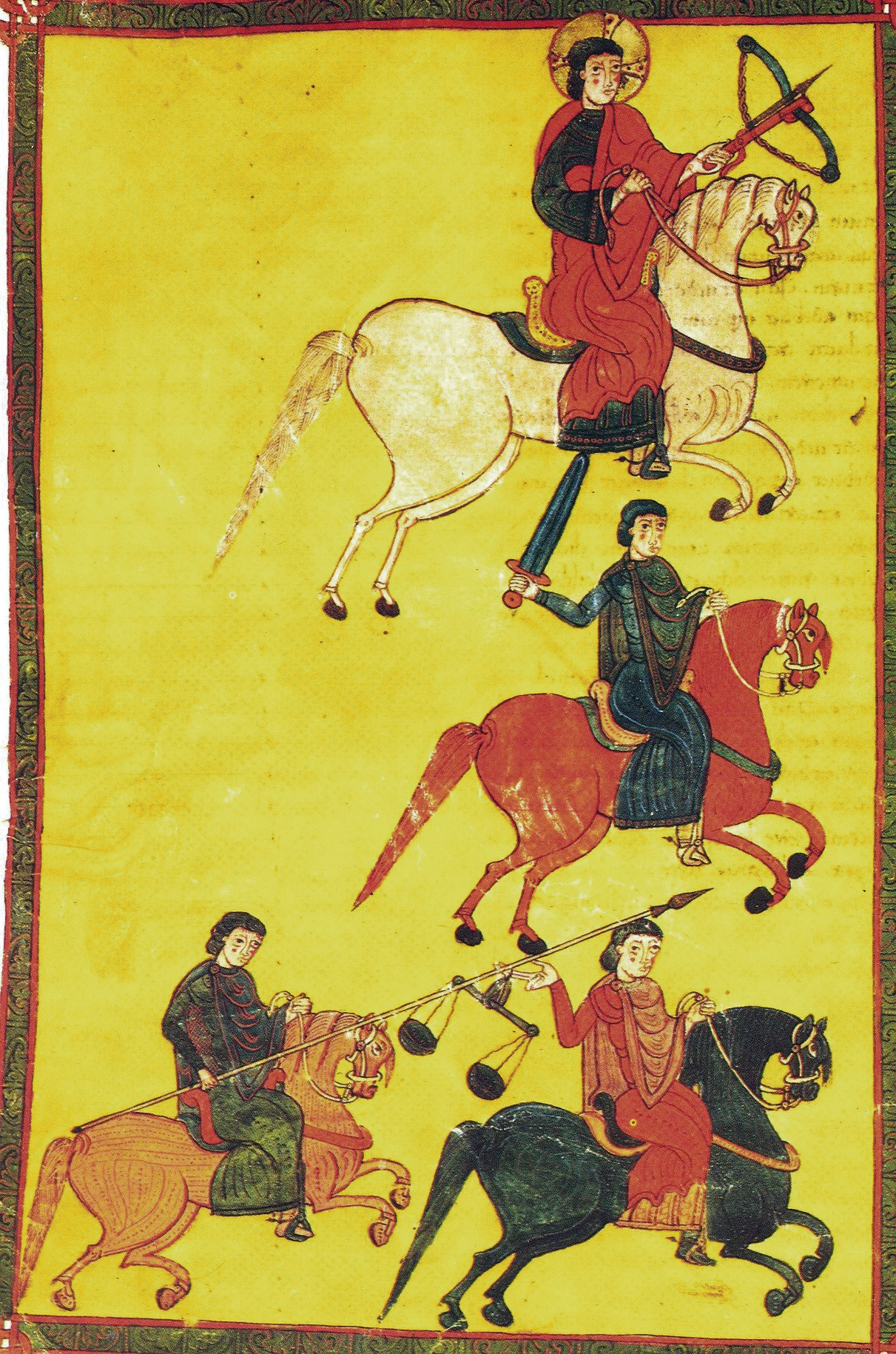
1086

一方でムラービト軍の犠牲も少なくはなかった。ダーウード・イブン＝アイーサ（Dawud ibn Aysa）は、カスティーリヤ軍の最初の1時間の攻撃で陣営を打ち破られて戦死した。また
バダフォスのタイファ、アル＝ムタワッキル・イブン＝アル＝アフタス（al-Mutawakkil ibn al-Aftas）も死んだ。セビリャのタイファ、アッバード3世アル＝ムウタミドは、カスティリヤ軍の先鋒アルバル＝ファーニョスによる最初の突撃で怪我を負ったが持ち前の豪胆さでイスラム連合軍を勇気付けた。またコルドバのイマームとして知られていたアブル＝アッバース・アフマド・イブン＝ルーミーリャ（Abu-l-Abbas Ahmad ibn Rumayla）も戦死者に含まれていた。ユースフは多くの犠牲者に落胆したと語っている。加えて彼の後継者も亡くなったことからモロッコへ帰還せざるを得なかった。そのため、カスティーリヤ側は大敗北にもかかわらず、あまり領土を失わずにすんだのである。

## その他
この戦いにはエル・シッドも参戦していたことでも知られ、その場面が映画化されている。